# پلیسانس جبیل
پلیسانس جبیل (انگلیسی: Plaisance of Gibelet؛ مرگ ۱۲۱۷)،  دختر هیو سوم امبریاکو، ارباب جبیل و استفانی مایلی بود. وی بعدها به ازدواج بوهموند، شاهزاده انطاکیه درآمد و از وی صاحب چندین فرزند شد:
- ریموند (۱۱۹۵-۱۲۱۳)
- بوهموند (؟-۱۲۵۲)
- فیلیپ (؟-۱۲۲۶)
- هنری (؟-۱۲۷۲)